# Smooth Criminal
„Smooth Criminal“ је песма америчког извођача Мајкла Џексона са његовог седмог студијског албума, „Bad“ (1987). Издата је 24. октобра 1988. године од стране Епик рекордса као седми сингл са албума. Песма се налази на многим певачевим компилацијама. Написао ју је Џексон док ју је продуцирао заједно са Квинсијем Џонсом. Једна је од Џексонових најпрепознатљивијих песама и прерађена је од стране многих извођача.
Музички, „Smooth Criminal“ је поп, денс и фанк песма бржег темпа одсвирана у а-молу. Првобитно названа „Chicago 1945“ а затим и „Al Capone“, песма се умало није нашла на албуму. Те верзије су израђене 1985. и 1986. године и у стварању првобитног текста учествовао је Џон Барнс. Песма говори о Ени, девојци ќрваво убијеној у њеном стану. Позитивно је оцењена од стране музичких критичара заједно са својим иновативним музичким спотом којим је промовисана а делом и прослављена. Комерцијално је такође била успешна заузевши седмо место на америчкој топ-листи „Билборд хот 100“ као и углавном првих десет позиција у осталим земљама. Као сингл поново је објављена 10. априла 2006. у оквиру „Visionary: The Video Singles“ албума. Своје место на топ-листама још једном је нашла након певачеве смрти 2009 године.
Песма је промовисана изузетно успешним спотом који је заправо исечак из Џексоновог филма Moonwalker из 1988. Џексон је првобитно одлучио да направи спот у виду краткометражног вестерн филма. Међутим, касније је ипак одлучио да га промени стилом ноћних клубова тридесетих година 20 века. У овом споту, Џексон је по први пут извео свој иновативни анти-гравитациони нагиб. Џексон је изводио песму на свим својим светским турнејама укључујући и поменути нагиб.
| Мајкл Џексон | Википројекат Мајкл ЏексонДео искључиво посвећен чланцима о Мајклу Џексону. |